# Parafia św. Rafała Kalinowskiego w Elblągu
Parafia Świętego Rafała Kalinowskiego w Elblągu - rzymskokatolicka parafia położona w diecezji elbląskiej, w dekanacie Elbląg-Północ. Erygowana dekretem biskupa elbląskiego Andrzeja Śliwińskiego w 1993 roku.

## Proboszczowie
- 1994-2002: ks. kan. Adam Zbigniew Śniechowski (ur. 22.01.1950 w Giżycku, święcenia kapłańskie: 23.03.1978 w Olsztynie. Od 2003 roku proboszcz parafii w Królewie.
- od 2002: Ks. kan. Wojciech Jarosław Zwolicki (ur. 19.04.1967 w Malborku, święcenia kapłańskie 11.06.1994 w Elblągu).